# Semaeopus syssema
Semaeopus syssema är en fjärilsart som beskrevs av Louis Beethoven Prout 1938. Semaeopus syssema ingår i släktet Semaeopus och familjen mätare. Inga underarter finns listade i Catalogue of Life.